# Sacramento Kings 1994-1995
La stagione 1994-95 dei Sacramento Kings fu la 46ª nella NBA per la franchigia.
I Sacramento Kings arrivarono quinti nella Pacific Division della Western Conference con un record di 39-43, non qualificandosi per i play-off.

## Roster
| N° | Naz.                   | Ruolo | Sportivo       | Anno | Alt. | Peso |
| -- | ---------------------- | ----- | -------------- | ---- | ---- | ---- |
| 0  | Haiti (bandiera)       | C     | Olden Polynice | 1964 | 211  | 100  |
| 2  | Stati Uniti (bandiera) | G     | Mitch Richmond | 1965 | 196  | 98   |
| 3  | Stati Uniti (bandiera) | G     | Randy Brown    | 1968 | 188  | 86   |
| 4  | Stati Uniti (bandiera) | G     | Spud Webb      | 1966 | 168  | 60   |
| 5  | Stati Uniti (bandiera) | G     | Derrick Phelps | 1972 | 193  | 82   |
| 7  | Stati Uniti (bandiera) | G     | Bobby Hurley   | 1971 | 183  | 75   |
| 9  | Stati Uniti (bandiera) | GA    | Henry Turner   | 1966 | 201  | 91   |
| 20 | Stati Uniti (bandiera) | GA    | Doug Lee       | 1964 | 196  | 91   |
| 21 | Stati Uniti (bandiera) | A     | Trevor Wilson  | 1968 | 201  | 95   |
| 22 | Stati Uniti (bandiera) | A     | Lionel Simmons | 1968 | 201  | 95   |
| 30 | Egitto (bandiera)      | AC    | Alaa Abdelnaby | 1968 | 208  | 109  |
| 31 | Stati Uniti (bandiera) | C     | Duane Causwell | 1968 | 213  | 109  |
| 33 | Stati Uniti (bandiera) | A     | Brian Grant    | 1972 | 206  | 115  |
| 34 | Stati Uniti (bandiera) | A     | Michael Smith  | 1972 | 203  | 104  |
| 42 | Stati Uniti (bandiera) | GA    | Walt Williams  | 1970 | 203  | 99   |

## Staff tecnico
- Allenatore: Garry St. Jean
- Vice-allenatori: Eddie Jordan, Mike Bratz, Wayne Cooper
- Preparatore atletico: Bill Jones
- Assistente preparatore: Pete Youngman